# Рики Сикс
Рики Сикс (на английски: Rikki Six) е американска порнографска актриса.

## Ранен живот
Родена е на 18 декември 1990 г. в град Ривърсайд, щата Калифорния, САЩ.

## Кариера
Дебютира като актриса в порнографската индустрия през 2012 г., когато е на 22-годишна възраст.
Участва във видеоклипа на песента „Dead Bite“ на американската рап метъл група Hollywood Undead.
През 2013 г. участва в американския криминален екшън „Кръвта на изкуплението“.

## Награди и номинации
Носителка на награди
- 2013: NightMoves награда за най-добра нова звезда (избор на авторите).[4]